# جان دیر
جان دیر (به انگلیسی: John Deere) شرکت صنایع سنگین آمریکایی است که در سال ۱۸۳۷ میلادی توسط جان دیر تأسیس شد و در زمینه طراحی، توسعهٔ فناوری و تولید ماشین‌آلات کشاورزی، ماشین‌آلات عمرانی، ماشین‌آلات جنگل‌داری، موتورهای چهارچرخ، تجهیزات سم‌پاشی و موتورهای دیزل فعالیت می‌کند. این شرکت اکنون بزرگترین تولیدکننده ماشین‌آلات کشاورزی در جهان می‌باشد.
در سال ۲۰۱۳ این شرکت در فهرست فرچون ۵۰۰ در رتبه ۸۵ از بزرگترین شرکت‌های ایالات متحده آمریکا قرار گرفت. در آخرین رتبه‌بندی انجام شده توسط مجله فرچون، جان‌دیر در فهرست فورچون جهانی ۵۰۰ نیز رتبه ۳۰۷ از بزرگترین شرکت‌های جهان را به خود اختصاص داد.
ماشین‌آلات کشاورزی شرکت جان دیر عبارتند از: تراکتور، کمباین، دروگر پنبه، سم‌پاش و موتور چهارچرخ. این شرکت همچنین تولیدکننده ماشین‌آلات ساخت‌وساز، تجهیزات الکترونیکی، تجهیزات جنگل‌داری و نیز تولیدکننده انواع موتور دیزلی، اکسل، گیربکس و قطعات مورد استفاده در تجهیزات و ماشین‌آلات سنگین می‌باشد. در مجموع بیشترین تولیدات شرکت جان‌دیر، شامل بیل مکانیکی، لودر، بولدوزر، گریدر، تراک لودر و علف‌بر می‌باشد.
شرکت جان دیر علاوه بر صنایع سنگین، در زمینه ارائه خدمات مالی، بانکداری و سرمایه‌گذاری در صنایع مختلف نیز فعالیت گسترده‌ای در سطح بین‌المللی دارد. این شرکت هم‌اکنون دارای ۲۳ کارخانه اصلی تولیدی در سراسر جهان است.

## نگارخانه

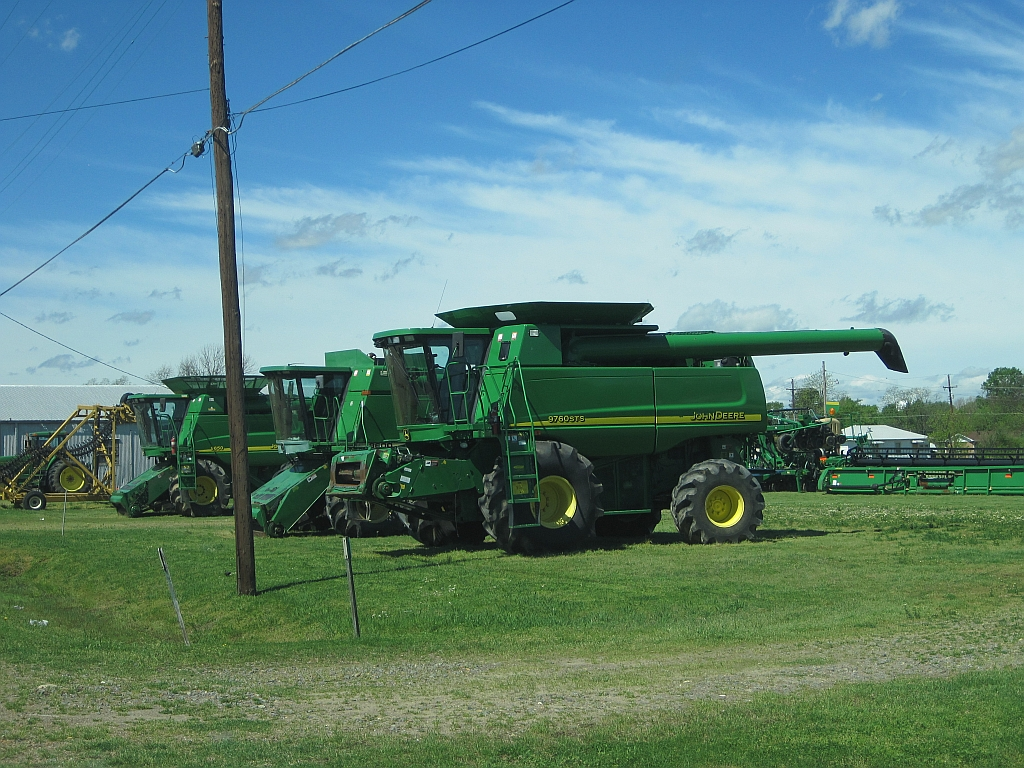
کمباین از ادوات کشاورزی جان دیر
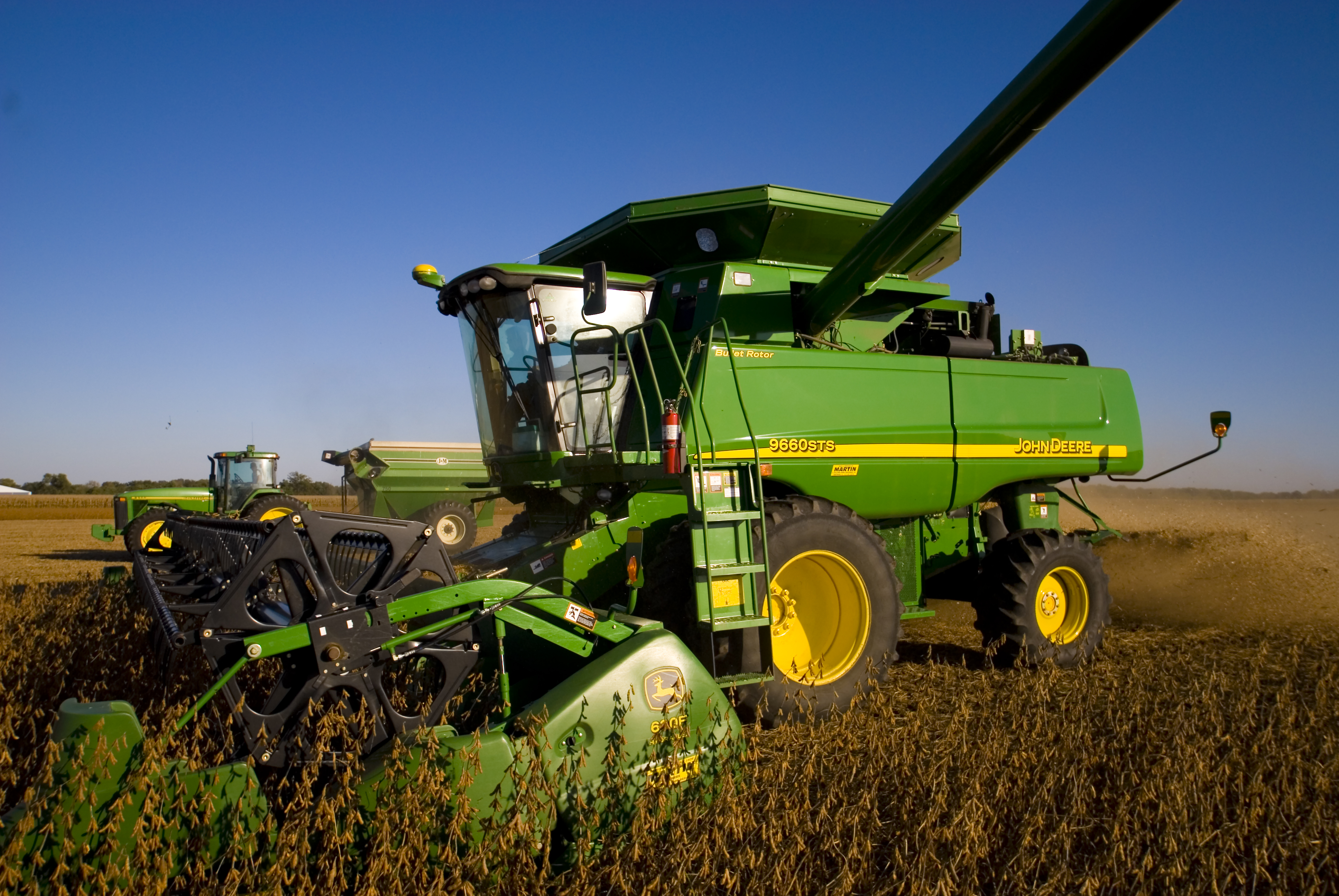
کمباین از ادوات کشاورزی جان دیر
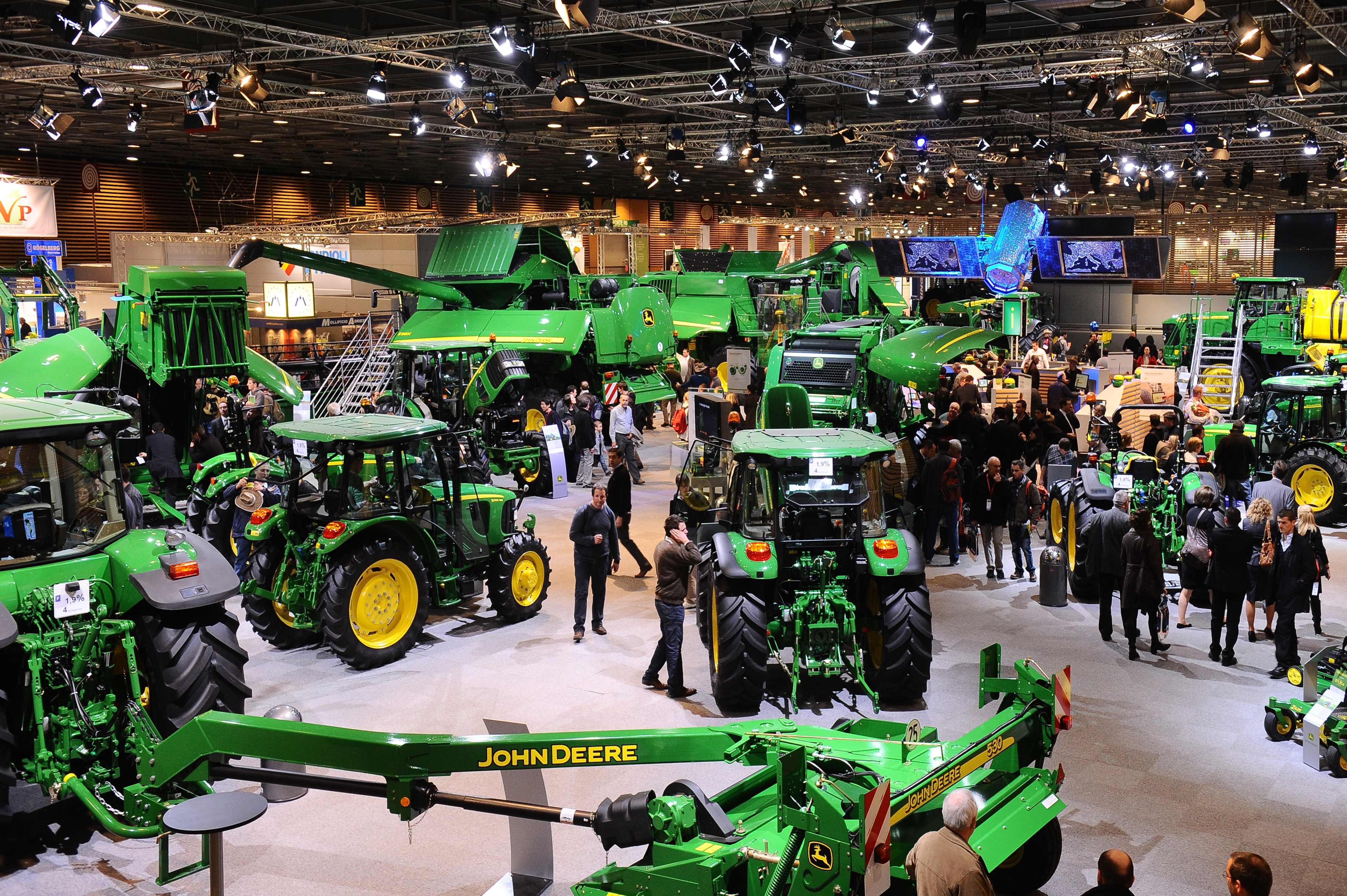
نمایشگاه عرضهٔ محصولات کشاورزی ، غرفهٔ جان دیر
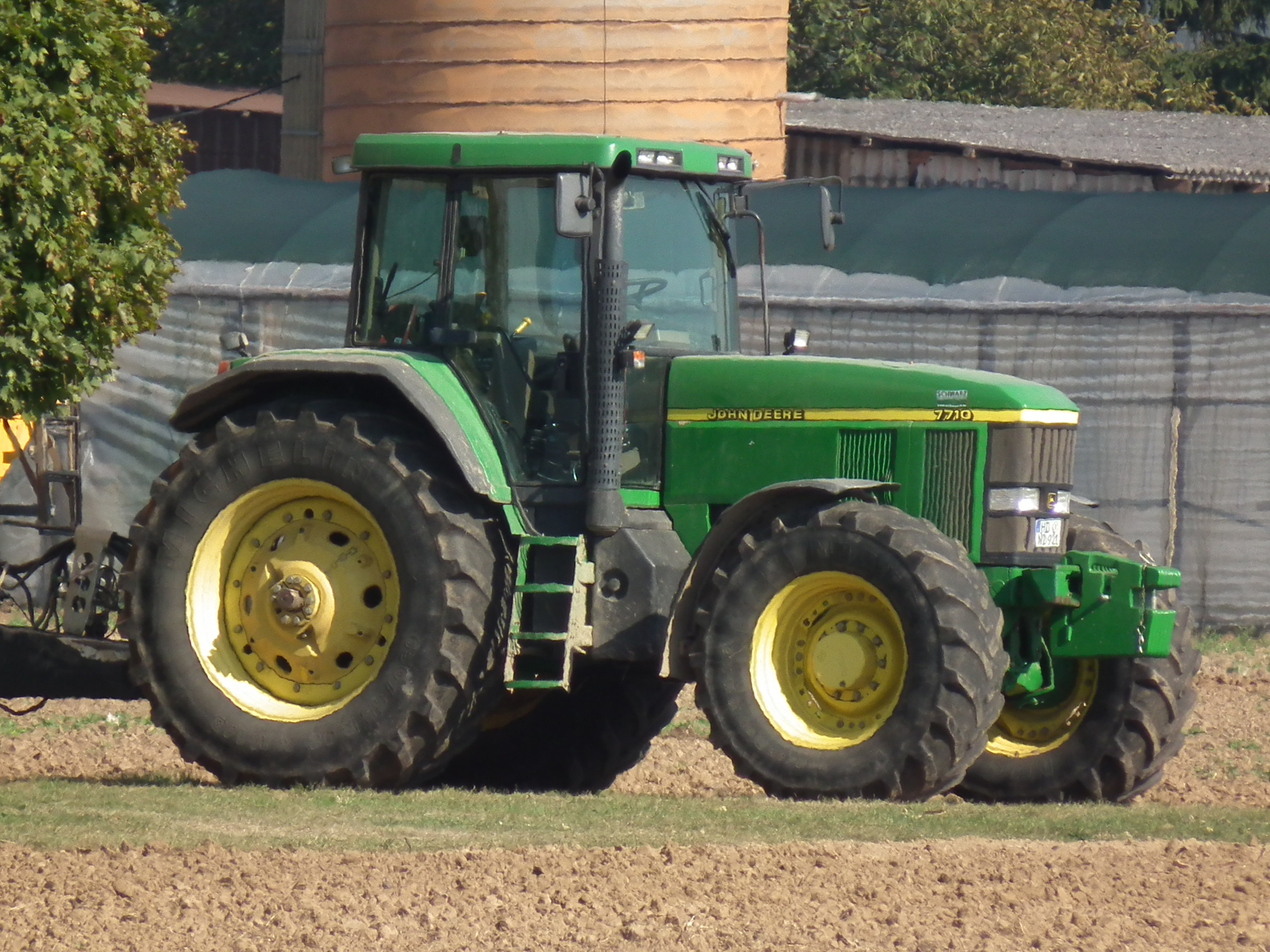
نمونه‌ای از تراکتورهای جان دیر